# Tianjin Port Company
Tianjin Port Holdings Co Ltd (chinois : 天津港股份有限公司 ; pinyin : Tiānjīn gǎng gǔfèn yǒuxiàngōngsī), plus connue sous le nom de « Tianjin Port » (chinois : 天津港 ; pinyin : Tiānjīn gǎng), est une entreprise chinoise de transport maritime chargée de l'exploitation du port de Tianjin, responsable des déplacements et amarrage des navires ainsi que de la mise à disposition de moyens techniques, tels entrepôts.
Elle est dirigée depuis 2004 par Rumin Yu, né en 1950.